# 프레스턴 베일리
프레스턴 베일리(Preston Bailey, 2000년 7월 25일 ~ )는 미국의 배우, 영화배우, 텔레비전 배우이다.
포틀랜드에서 태어났다.

## 방송
- 덱스터 시즌5
- 덱스터 시즌4
- 덱스터 시즌3
- 덱스터 시즌2

## 영화
- 프리티 브로큰 (2018년)
- 바이 갓즈 그레이스 (2014년)
- 인 유어 아이즈 (2014년) - 클레이 역
- 밀리언 웨이즈 (2014년) - 어린 알버트 역
- 주디 무디 앤 더 낫 버머 서머 (2011년) - 프랭크 펄 역
- 덱스터 시즌5 (2010년) - 코디 베넷 역
- 크레이지 (2010년) - 니콜라스 역
- 덱스터 시즌4 (2009년) - 코디 베넷 역
- 일리언 (2009년)
- 덱스터 시즌3 (2008년) - 코디 역
- 어뮤즈먼트 (2008년)
- 더 트루스: 무언의 제보자 (2008년) - 티미 암스트롱 역
- 덱스터 시즌2 (2007년) - 코디 역
- 나누와 실라의 대모험 (2007년)
- 덱스터 시즌1 (2006년) - 코디 베넷 역